# Crassula arborescens
Crassula arborescens е вид растение от семейство Дебелецови (Crassulaceae).

## Разпространение
Видът е ендемичен за провинция Западен Кейп в Република Южна Африка, но се отглежда като декоративно растение в сухи градини или на закрито.

## Описание
Представлява сухолюбив храст, достигащ височина до 120 cm.